# Jiří Beneš
Jiří Beneš (ur. w 1961) – czeski teolog ewangelicki, biblista, badacz Starego Testamentu.
W 1986 ukończył studia na ewangelickim wydziale teologicznym w Pradze, w 1988 zaś seminarium Kościoła Adwentystów Dnia Siódmego. W 1997 uzyskał stopień doktora teologii na Ewangelickim Wydziale Teologicznym Uniwersytetu Karola. Obecnie kieruje katedrą biblistyki na Husyckim Wydziale Teologicznym Uniwersytetu Karola. Jest uczniem czeskiego teologa protestanckiego Jana Hellera. Jiří Beneš wykłada, publikuje w różnych periodykach i popularyzuje Stary Testament na antenie radia Český rozhlas.